# Poștașul (film)
Pentru filmul Poștașul din 1994 regizat de Michael Radford, vezi Poștașul.
Poștașul (1997, The Postman) este un film științifico-fantastic postapocaliptic regizat de Kevin Costner. Scenariul filmului este realizat de Eric Roth și Brian Helgeland după romanul Poștașul vine după apocalips scris de David Brin. Filmul a avut premiera în ziua de Crăciun din 1997 și a fost distribuit de Warner Bros. Pictures.
A câștigat Zmeura de Aur pentru cel mai prost film al anului 1997.

## Actori/Roluri
- Kevin Costner este The Postman (Poștașul)
- Will Patton este General Bethlehem
- Larenz Tate este Ford Lincoln Mercury (John Stevens)
- Olivia Williams este Abby
- James Russo este Cpt. Idaho
- Daniel von Bargen aeste Sheriff Briscoe din Pineview
- Tom Petty este Primarul din Bridge City (o versiune viitoare de el însuși)
- Scott Bairstow este Luke
- Giovanni Ribisi este Bandit 20
- Roberta Maxwell este Irene March
- Joe Santos este Colonel Getty
- Ron McLarty este Old George
- Brian Anthony Wilson este Woody
- Peggy Lipton este Ellen March
- Rex Linn este Mercer
- Shawn Hatosy este Billy
- Ryan Hurst este Eddie March
- Charles Esten este Michael
- Anne Costner este Ponytail
- Ty O'Neal este Drew
- Andrew Babel este Cpt. Strikard
- Cary Jordan este Dr. Stevens (Psiholog)
- Ellen Geer este Femeie din Pineview
- Tom Bower este Larry
- Lily Costner este Lily March
- Joe Costner este Letter Boy
- Judy Herrera este Carrier
- Greg Serano este California Carrier
- Mary Stuart Masterson este Hope, Fiica The Postman (nemenționată)
- Joseph McKenna este Capitanul Holnist
- George Wyner este Primarul din Benning